# 波纹小尺蛾属
波纹小尺蛾属（学名：Acidalia）是蛱蝶科下的一个属。

## 下属物种
本属包括以下物种：
- Acidalia verrucifera Hampson, 1895